# Adriano Vieira Louzada
Adriano Vieira Louzada (Rio Branco, 3 de janeiro de 1979) é um ex-futebolista brasileiro que atuava como ponta de lança. Atualmente, é auxiliar técnico do Atlético Acreano.
O atacante é cria da base do Juventus-AC e deu os primeiros passos no futebol profissional fora do Acre com a camisa da Portuguesa, em 1998. De lá, seguiu atuando no Brasil, passando por Palmeiras (2000), Vitória (2001), e retornando ao Palmeiras em 2002, seguindo para defender o Nacional-POR. Em 2005, teve rápida passagem pelo Cruzeiro e logo depois acertou com o Porto, onde ficou até o fim da temporada 2008/2009. Tem no currículo, títulos nacionais com o Porto, duas Taças de Portugal e uma Supertaça Cândido Oliveira.
Adriano Louzada defendeu ainda Braga, Sport, Santo André, Oliveirense, e Grêmio Barueri, antes de retornar ao futebol acreano, em 2014, onde foi campeão estadual pelo Rio Branco-AC. Em 2015, defendeu as cores do Galvez, sendo vice-campeão estadual, e em 2016 teve participação na campanha que levou o Atlético-AC ao título do Campeonato Acreano após 25 anos sem levantar o troféu. Ao sair do Galo Carijó naquele ano, ainda com o estadual em andamento, acabou voltando para o Rio Branco para a disputa da Série D, última competição que atuou profissionalmente.
Adriano é um avançado que tem feito grande sucesso nas suas passagens pelo futebol português, nomeadamente no Nacional da Madeira e no FC Porto, que comprou o seu passe ao Cruzeiro.
Na temporada 2009-2010 o Sporting Clube de Braga adquiriu o seu passe, assinando um contrato válido por uma época.
Ao fim da temporada 09/10 se transferiu para o Sport Club do Recife para a disputa da Série B do Campeonato Brasileiro.
Em 2011, Adriano se transferiu para o UD Oliveirense, de Portugal.

## Títulos
Palmeiras
- Torneio Rio-São Paulo: 2000
- Copa dos Campeões: 2000

Porto
- Primeira Liga: 2005–06, 2006–07, 2007–08[4]
- Taça de Portugal: 2005–06
- Supertaça Cândido de Oliveira: 2006